# Pop! The First 20 Hits
Pop! The First 20 Hits — збірка англійського гурту Erasure, яка бла випущена 16 листопада 1992 року.

## Композиції
1. Who Needs Love Like That - 3:06
2. Heavenly Action - 3:20
3. Oh L'amour - 3:07
4. Sometimes - 3:39
5. It Doesn't Have to Be - 3:46
6. Victim of Love - 3:38
7. The Circus - 4:06
8. Ship of Fools - 4:03
9. Chains of Love - 3:43
10. A Little Respect - 3:31
11. Stop! - 2:54
12. Drama! - 4:05
13. You Surround Me - 3:38
14. Blue Savannah - 4:19
15. Star - 3:38
16. Chorus - 4:29
17. Love to Hate You - 3:56
18. Am I Right? - 4:17
19. Breath of Life - 3:55
20. Take a Chance on Me - 3:45
21. Who Needs Love Like That - 3:03

## Учасники запису
- Вінс Кларк - вокал
- Енді Бел - синтезатор, басс

## Позиція в чартах
| Хіт-парад       | Найвища позиція |
| --------------- | --------------- |
| Австрія         | 4               |
| Канада          | 40              |
| Німеччина       | 12              |
| Нова Зеландія   | 40              |
| Швейцарія       | 15              |
| Швеція          | 18              |
| Велика Британія | 1               |
| США             | 112             |

## Сертифікації
| Регіон                                             | Сертифікація  | Продажі  |
| -------------------------------------------------- | ------------- | -------- |
| Німеччина (BVMI)                                   | Золотий       | 250 000^ |
| Велика Британія (BPI)                              | 3× Платиновий | 900 000^ |
| США (RIAA)                                         | Золотий       | 500 000^ |
| ^відвантаження, що базуються лише на сертифікаціях |               |          |